# Adonisea graefiana
Adonisea graefiana là một loài bướm đêm trong họ Noctuidae.